# فرودگاه بین‌المللی کانزاس‌سیتی
فرودگاه بین‌المللی کانزاس‌سیتی (به انگلیسی: Kansas City International Airport) یک فرودگاه همگانی مسافربری (۲۰۱۱) با کد یاتا MCI است که یک باند فرود بتن دارد و طول باند آن ۳۲۹۲ متر است. این فرودگاه در شهر کانزاس‌سیتی کشور ایالات متحده آمریکا قرار دارد و در ارتفاع ۳۱۲٫۷ متری از سطح دریا واقع شده است.

## شرکت‌های هواپیمایی و مقصدهای پروازی

### مسافری

Airports with scheduled non-stop service from MCI

| شرکت‌های هواپیمایی                               | مقصدهای پروازی | Refs             |
| ----------------------------------------------- | --- | ---------------- |
| آئرومکزیکو                                      | چارتر فصلی: کانکون، کینتانا رو | [ نیازمند منبع ] |
| Air Canada Express                              | پیرسون تورنتو | [ ۱ ]            |
| آلاسکا ایرلاینز                                 | سیاتل-تاکوما | [ ۲ ]            |
| آلاسکا ایرلاینز اجرا توسط هوریزن ایر            | سن دیه‌گو (آغاز از ۱۵ دسامبر ۲۰۱۷), سانفرانسیسکو (آغاز از ۱۸ سپتامبر ۲۰۱۷), پورتلند (آغاز از ۲۷ اوت ۲۰۱۷) | [ ۳ ]            |
| آلاسکا ایرلاینز اجرا توسط اسکای‌وست              | پورتلند (پایان در ۲۶ اوت ۲۰۱۷) | [ ۲ ]            |
| الیجنت ایر                                      | مک‌کاران، اورلندو سنفورد، فینکس-مسا (آغاز از ۴ اکتبر ۲۰۱۷), شهرستان شارلوت، سن پترزبورگ-کلیرواتر فصلی: منطقه‌ای نورث‌وست | [ ۵ ]            |
| امریکن ایرلاینز                                 | شارلوت داگلاس، اوهر شیکاگو، دالاس-فورت ورث، فیلادلفیا، فینکس اسکای هاربر فصلی: کانکون، کینتانا رو، ملی رونالد ریگان واشینگتن | [ ۶ ]            |
| امریکن ایگل                                     | اوهر شیکاگو، دالاس-فورت ورث، لس‌آنجلس، میامی، لاگواردیا (پایان در ۵ اکتبر ۲۰۱۷), فیلادلفیا، ملی رونالد ریگان واشینگتن فصلی: شارلوت داگلاس | [ ۶ ]            |
| دلتا ایرلاینز                                   | هارتسفیلد-جکسون آتلانتا، متروپولیتن شهرستان وین دیترویت، لس‌آنجلس، مینیاپولیس−سنت پل، سالت‌لیک‌سیتی فصلی: کانکون، کینتانا رو | [ ۷ ]            |
| دلتا کانکشن                                     | لوگان (برقراری مجدد از ۱۰ سپتامبر ۲۰۱۷), سینسیناتی/کنتاکی شمالی، لس‌آنجلس، مینیاپولیس−سنت پل، لاگواردیا فصلی: متروپولیتن شهرستان وین دیترویت، اورلاندو، سالت‌لیک‌سیتی | [ ۷ ]            |
| فرانتیر ایرلاینز                                | کانکون، کینتانا رو (آغاز از ۱۱ دسامبر ۲۰۱۷), دنور، ساوثوست فلوریدا (آغاز از ۱۷ دسامبر ۲۰۱۷), تمپا (آغاز از ۱۶ دسامبر ۲۰۱۷) فصلی: هارتسفیلد-جکسون آتلانتا، اوهر شیکاگو، اورلاندو، فیلادلفیا | [ ۸ ]            |
| ساوت‌وست ایرلاینز                                | آلبوکرکی، آستین، هارتسفیلد-جکسون آتلانتا، ثرگود مارشال بالتیمور واشینگتن، لوگان، میدوی شیکاگو، دالاس لاو، دنور، فورت لادردیل–هالیوود، ویلیام پی. هابی، ایندیاناپلیس، مک‌کاران، لس‌آنجلس، ژنرال میچل، مینیاپولیس−سنت پل، نشویل، لوئیز آرمسترانگ نیو اورلنان، لاگواردیا، اوکلند، اورلاندو، پنساکولا، فینکس اسکای هاربر، پورتلند، سن آنتونیو، سیاتل-تاکوما، لامبرت-ست لوی، سن دیه‌گو، تمپا، ملی رونالد ریگان واشینگتن فصلی: ساوثوست فلوریدا | [ ۹ ]            |
| Spirit Airlines                                 | متروپولیتن شهرستان وین دیترویت، مک‌کاران، لس‌آنجلس، اورلاندو | [ ۱۱ ]           |
| یونایتد ایرلاینز                                | اوهر شیکاگو، دنور، جرج بوش فصلی: سانفرانسیسکو | [ ۱۲ ]           |
| یونایتد اکسپرس                                  | اوهر شیکاگو، دنور، جرج بوش، لیبرتی نیوآرک، سانفرانسیسکو، دالس واشینگتن | [ ۱۲ ]           |
| Vacation Express اجرا توسط میامی ایر اینترنشنال | چارتر فصلی: پونتا کانا (آغاز از ۱۸ فوریه ۲۰۱۸) | [ ۱۳ ]           |
| ViaAir                                          | فصلی: یمپا ولی (آغاز از ۱۳ دسامبر ۲۰۱۷) | [ ۱۵ ]           |

### باری
| شرکت‌های هواپیمایی | مقصدهای پروازی                                     |
| ----------------- | -------------------------------------------------- |
| فدکس اکسپرس       | ایندیاناپلیس، ممفیس، تالسا، اکلاهما فصلی: پیتسبورگ |
| یوپی‌اس ایرلاینز   | لوئیویل، پورتلند، ویچیتا مید-کانتیننت              |